# Městečko South Park
Městečko South Park (v anglickém originále South Park) je americký komediální animovaný seriál, který vytvořili Trey Parker a Matt Stone. V USA jej od roku 1997 vysílá stanice Comedy Central.
Seriál popisuje život v zapadlém coloradském městečku South Park. Hlavními hrdiny seriálu jsou čtyři žáci základní školy. Svým charakteristickým, velice agresivním, vulgárním a často značně kontroverzním humorem se tvůrci vyjadřují k různým politickým a společenským, často tabuizovaným, problémům, např. euthanasii, potratům, víře nebo aféře s karikaturami proroka Mohameda.
Městečko South Park bylo v březnu 2005 vyhlášeno v anketě 100 Greatest Cartoons třetím nejlepším animovaným seriálem všech dob, porazili ho pouze druzí Tom a Jerry a první Simpsonovi. V dubnu 2006 vyhrálo Městečko South Park Peabody Award, která se uděluje výjimečným televizním a rozhlasovým pořadům.
Na podzim 2021 Trey Parker a Matt Stone ohlásili, že vznikne dalších 6 sérií do roku 2030 a 14 speciálních filmů exkluzivně pro streamovací službu Paramount+. První speciální díl byl odvysílán 25. listopadu 2021 pod názvem South Park: Post Covid a další byl odvysílán 16. prosince 2021 pod názvem South Park: Post Covid – The Return of Covid.
V Česku ho od září 1998 do prosince 2001 vysílala placená stanice HBO a od ledna 2001 do srpna 2004 TV Nova. Od roku 2012 navázala Nova na svém kanále Fanda 7. sérií. Od roku 2015 seriál vysílala Prima Comedy Central a od ledna 2021 do března 2022 Paramount Network. Epizody z 22. a 23. řady byly dostupné na českém Netflixu. Od 26. série není seriál překládán do češtiny a je možné ho zhlédnout pouze s českými titulky na streamovací službě Paramount+ (SkyShowtime v Česku). Na oficiálním webu je možné zdarma sledovat všechny díly v anglickém znění (kromě pěti cenzurovaných dílů s Mohamedem).

## Kontroverze
South Park je považován za velice kontroverzní seriál, ať už je to kvůli používání vulgárního jazyka, nebo zesměšňování mnohých aspektů lidské společnosti a aktuálního společenského dění. Jako příklad lze uvést epizody Navěky nejlepší přátelé, která reaguje na spor o odpojení Terri Schiavo od přístrojů udržujících ji při životě, nebo epizody Animákové války I a II, které reagují na aféru s karikaturami proroka Mohameda. Největší vlnu kontroverze způsobila pravděpodobně epizoda Uvězněný v komoře zesměšňující scientologii a její představitele v čele s Tomem Cruisem.
V Česku vzbudil seriál okamžitě po svém uvedení velké rozhořčení, především pro svou značnou vulgaritu, v českých médiích dosud nevídanou. Na internetu se objevila „Iniciativa rodiče proti South Parku“, jejíž iniciátorka, Mgr. Hana Králová, tvrdí, že seriál narušuje dětskou psychiku, vytváří u dětí nevhodné normy chování, učí je používat vulgarismy a prezentuje sex jako zcela normální součást lidského života. Stránky iniciativy byly aktualizovány naposledy 15. srpna 2000 a v současnosti[kdy?] již neexistují. Je dostupná pouze archivovaná verze na archive.org.

## Postavy

### Hlavní postavy
Stanley Randall William „Stan“ Marsh
Často nejupřímnější člen party. Stan často přichází s logickým řešením netradičních situací, do kterých se chlapci dostávají. Postava Stana je alter ego tvůrce seriálu Treye Parkera a často shrnuje morální poselství epizody. Jeho nejlepším přítelem je Kyle a jejich přátelství je ústředním motivem mnoha epizod.
Kyle Matthew Broflovski
Skeptický, inteligentní, občas pokrytecký a také nejsnáze ovlivnitelný člen party. Kyle je alter-ego dalšího tvůrce, Matta Stonea. Spolu se Stanem přichází Kyle s rozumným pohledem na bláznivé chování světa dospělých. Kyle je často považován za nejčestnějšího člena party. Díky svému židovskému původu je často terčem Cartmanova antisemitismu.
Eric Theodore Cartman
Postava byla inspirována Archiem Bunkerem, fiktivní postavou ze seriálu All in the Family. Cartman je často původcem zápletky epizody. Je agresivní, sadistický, fanatický, rozmazlený, obézní, drzý, manipulativní a nepřátelský. Často uráží Kyla kvůli jeho židovskému původu a Kennyho pro jeho chudobu. Je pro něj typické, že touží po bohatství a je pro něj ochoten udělat cokoliv.
Kenneth James „Kenny“ McCormick
Kenny pochází z extrémně chudé a hulvátské rodiny. Je posedlý sexem a toaletním humorem, o kterých často poučuje své kamarády. Je však velmi hodný a pomáhá Stanovi a Kylovi vyřešit problém skoro každé epizody a to ho často stojí i život. Je mu těžké rozumět, neboť má kapuci přes velkou část tváře. Přesto mu všichni jeho kamarádi bezvadně rozumí. Během prvních pěti sezón zahynul Kenny takřka v každé epizodě, většinou velice komickou smrtí, přičemž se v následující objevil znovu. Legendární je také hláška, kdy Stan vykřikne: „Oh my God, they killed Kenny!“ (“O můj bože zabili Kennyho!”) Kyle: „You bastards!“ Na konci páté sezóny Kenny definitivně zemřel a v partě jej nahradil Butters a později Tweek. Kenny se do seriálu vrátil v sedmé sérii, tentokrát už ale neumírá (až na vzácné výjimky).
Jerome „Chef“ McElroy
Postava Chefa, v českém dabingu Šéfa, je šéfkuchařem ve školní jídelně southparské základní školy, již hrdinové navštěvují. Je jedním z mála charakterů černé pleti v show, typickým pro tuto postavu je pak velký sexuální apetit a úspěchy u žen. Často se stával zdrojem rozličných informací pro hlavní čtveřici, působí jako spojka mezi světem dětí a dospělých. Rozhovor s chlapci začínal rituálem složeným z vět: – „Hi, children!“ – „Hi, Chef!“ – „How are you today?“ – „Bad.“ – „Why bad?“. Postava Chefa ale přestala v seriálu hrát v roce 2006, přestože byla velmi populární. Vše má na svědomí Isaac Hayes, významný americký zpěvák, který tuto kultovní postavu v originále daboval. Hayes coby aktivní člen Scientologické církve neunesl, když se Scientologie stala terčem ostré kritiky a zesměšnění v show.
Leopold „Butters“ Stotch
Butters nahradil v partě Kennyho na začátku šesté sezóny. Je nervózní, naivní, lehce manipulovatelný a skrývající své emoce, přičemž zůstává paradoxně optimistický a bystrý. Často je bezohledně trestán svými extrémně starostlivými rodiči a necitlivě urážen, nebo zneužíván svými spolužáky. K jeho tragickému charakteru se přidává fakt, že má narozeniny 11. září. Buttersovo alter-ego je Profesor Chaos, za kterého se často převléká a chce škodit obyvatelům South Parku.
Tweek Tweak
V partě nahradil v šesté sezóně Butterse (díl 6x6 Profesor Chaos). Tweek je nervově nevyrovnaný, touží po samotě a trpí PPD (Porucha Pozornostního Deficitu). Původci problémů jsou pravděpodobně jeho rodiče, kteří jej naučili pít velké množství kávy a také skřítci, kteří Tweekovi kradou spodní prádlo. V pozdějších epizodách se z Tweeka opět stala vedlejší postava. V 19. sérii zjistí, že je gay, když se v 6. dílu dá dohromady se svým spolužákem Craigem.
Timmy Burch
Tělesně postižený žák, který musí používat vozíček. Jeho slovník je velice omezený, prakticky jen vykřikuje své jméno a vydává různé zvuky, jen výjimečně řekne něco jiného (nejčastější slova jsou Timmyyy, Bublaaa a Shiiit). Ačkoliv je postižený, ve škole jsou na něj kladeny stejné nároky jako na ostatní žáky
Pan Mackey
Pan Mackey je studijní poradce na škole v South Parku. Jeho zvláštností je, že téměř za každou větou řekne „Áno“. Mnohdy si z něj studenti dělají při hodinách srandu, že říkají např. „Už se to nestane, pane Mackey, áno.“

### Vedlejší postavy
- Randy, Sharon, Shelley a Děda Marshovi
- Gerald, Sheila a Ike Moisha Broflovski
- Liane Cartmanová
- Stuart McCormick, Paní McCormicková, Kennyho bratr Kevin a malá sestra
- Stephen (dříve Chris) a Lynda Stotchovi
- Pan a Paní Tweekovi
- Pan(í) Herbert Garrison
- Korektní ředitel a ostatní korektní
- Chefovi rodiče ze Skotska
- Paní Diane Choksondiková
- Ředitelka Victoria
- Paní Veronica Crabtreeová
- Pan Mackey
- Token Black (dříve Token Williams)
- Wendy Testaburgerová
- Bebe Stevensová
- Philip „Pip“ Pirrup
- Clyde Donovan (dříve Clyde Goodman)
- Craig Tucker
- Jimmy Vulmer (dříve Jimmy Swanson)
- Dog Poo
- Goth Kids
- Pan Hankey, vánoční hovínko
- Pan Otrok
- Jimbo Kern a Ned Gerblansky
- Policista Barbrady
- Starostka McDanielsová
- Dr. Alphonse Mephisto a Kevin
- Ručníček
- Otec Maxi
- Tuong Lu Kim (majitel čínské restaurace City Wok)
- Ježíš
- Satan
- Saddám Husajn
- Scott Tenorman
- Pan Klobouk (maňásek Pana Garrisona)
- Pan Větvička (náhradník Pana Klobouka)
- Bůh
- Terrance a Phillip
- obrko*ot Scott
- Dougie („Generál Zmatek“)
- Kyle Schwartz (Kyleův bratranec)
- Šesťáci
- Mojžíš
- Smrt
- Mr. Kitty/Číča (Cartmanova kočka)
- Fluffy (Cartmanovo prase)
- Sparky (Stanův teplý pes)
- Gobbles/Bubla (Timmyho ochočený krocan)
- Erik jako Hitler

... a další

## Starší epizody v HD
Od začátku vysílání v roce 1997 do konce 12. série v roce 2008  byly epizody vyráběny ve formátu obrazu 4:3.  Od roku 2009 se začátkem 13. série jsou již epizody vyráběny ve formátu obrazu 16:9. Epizody od 1. série byly v roce 2012 remasterovány do HD podoby.

## Epizody
| Řada | Díly | Premiéra v USA   | Premiéra v USA     | Premiéra v ČR      | Premiéra v ČR      |
| Řada | Díly | První díl        | Poslední díl       | První díl          | Poslední díl       |
| ---- | ---- | ---------------- | ------------------ | ------------------ | ------------------ |
| 1    | 13   | 13. srpna 1997   | 25. února 1998     | 4. září 1998       | 27. listopadu 1998 |
| 2    | 18   | 1. dubna 1998    | 20. ledna 1999     | 3. září 1999       | 31. prosince 1999  |
| 3    | 17   | 7. dubna 1999    | 12. ledna 2000     | 1. září 2000       | 29. prosince 2000  |
| 4    | 17   | 5. dubna 2000    | 20. prosince 2000  | 7. září 2001       | 28. prosince 2001  |
| 5    | 14   | 20. června 2001  | 12. prosince 2001  | 25. listopadu 2002 | 3. března 2003     |
| 6    | 17   | 6. března 2002   | 11. prosince 2002  | 6. července 2004   | 11. srpna 2004     |
| 7    | 15   | 19. března 2003  | 17. prosince 2003  | 23. listopadu 2012 | 13. prosince 2012  |
| 8    | 14   | 17. března 2004  | 15. prosince 2004  | 14. prosince 2012  | 3. ledna 2013      |
| 9    | 14   | 9. března 2005   | 7. prosince 2005   | 3. ledna 2013      | 22. ledna 2013     |
| 10   | 14   | 22. března 2006  | 15. listopadu 2006 | 23. ledna 2013     | 8. února 2013      |
| 11   | 14   | 7. března 2007   | 14. listopadu 2007 | 8. února 2013      | 27. února 2013     |
| 12   | 14   | 12. března 2008  | 19. listopadu 2008 | 28. února 2013     | 19. března 2013    |
| 13   | 14   | 11. března 2009  | 18. listopadu 2009 | 20. března 2013    | 9. dubna 2013      |
| 14   | 14   | 17. března 2010  | 17. listopadu 2010 | 10. dubna 2013     | 26. dubna 2013     |
| 15   | 14   | 27. dubna 2011   | 16. listopadu 2011 | 26. dubna 2013     | 15. května 2013    |
| 16   | 14   | 14. března 2012  | 7. listopadu 2012  | 16. května 2013    | 4. června 2013     |
| 17   | 10   | 25. září 2013    | 11. prosince 2013  | 14. června 2016    | 23. srpna 2016     |
| 18   | 10   | 24. září 2014    | 10. prosince 2014  | 11. září 2016      | 12. září 2016      |
| 19   | 10   | 16. září 2015    | 9. prosince 2015   | 5. dubna 2016      | 7. června 2016     |
| 20   | 10   | 14. září 2016    | 7. prosince 2016   | 20. září 2016      | 20. prosince 2016  |
| 21   | 10   | 13. září 2017    | 6. prosince 2017   | 13. října 2017     | 15. prosince 2017  |
| 22   | 10   | 26. září 2018    | 12. prosince 2018  | 17. února 2019     | 17. března 2019    |
| 23   | 10   | 25. září 2019    | 11. prosince 2019  | 8. března 2020     | 5. dubna 2020      |
| 24   | 4    | 30. září 2020    | 16. prosince 2021  | 5. října 2020      |                    |
| 25   | 8    | 2. února 2022    | 13. července 2022  | 7. února 2022      |                    |
| 26   | 9    | 8. února 2023    | 24. května 2024    |                    |                    |
| 27   |      | 9. července 2025 |                    |                    |                    |

## Film
Na motivy seriálu byl v roce 1999 natočen film South Park: Bigger, Longer & Uncut (přesný překlad znamená „South Park: Větší, Delší & Nesestříhaný“, v České republice uveden pod názvem South Park: Peklo na Zemi).

## Český dabing
| Postava | Český dabing                        | Série                                         |
| --- | ----------------------------------- | --------------------------------------------- |
| Eric Cartman | Bohdan Tůma                         | 1. – 22. série                                |
| Stan Marsh | Radovan Vaculík                     | 1. – 22. série                                |
| Kyle Broflovski | Pavel Šrom Josef Carda              | 1. – 21. série od 22. série                   |
| Kenny McCormick | Jaroslav Kaňkovský Jan Szymik       | 1. – 8. série od 9. série                     |
| Wendy Testaburgerová                                                                                                  | Petra Hanžlíková                    |                                               |
| Craig Tucker | Martin Kolár Petr Gelnar            | 1. – 6. série od 7. série                     |
| Clyde Donovan | Martin Kolár Zbyšek Pantůček        | 1. – 6. série od 7. série                     |
| Randy Marsh | Radovan Vaculík                     | Od 7. série                                   |
| Gerald Broflovski | Martin Kolár Pavel Šrom Josef Carda | Pár dílů 1. série 2. – 21. série od 22. série |
| Tweek Tweak | Ludvík Král                         |                                               |
| Jimmy | Petr Gelnar                         | od 7. série                                   |
| Leopold ''Butters'' Stotch                                                                                            | Inka Šecová Daniela Bartáková       | 5. – 21. série od 22. série                   |
| Pan Mackey | Bohdan Tůma                         |                                               |
| Pan Otrok | Filip Švarc Jiří Hromada            | 6. série od 7. série                          |
| Ředitelka Victoria | Inka Šecová                         |                                               |
| Korektní ředitel | Antonín Navrátil Ivo Novák (herec)  | 19. série od 20. série                        |
| Timmy | Martin Kolár                        |                                               |
| Herbert Garrison (paní Garrisonová)                                                                                   | Jaroslav Kaňkovský Jan Szymik       | 1. – 8. série od 9. série                     |
| Starostka McDanielsová                                                                                                | Inka Šecová Daniela Bartáková       | 1. – 21. série od 22. série                   |
| Policista Barbrady | Pavel Šrom                          |                                               |
| Úvod: "Všechny postavy a události jsou vymyšlené. V pořadu padají sprostá slova, takže by se na něj neměl nikdo dívat | Jaroslav Kaňkovský Jan Szymik       | Od 1. do 8. série Od 9. série                 |

### Výroba českého dabingu
| Série   | Rok výroby  | Režie českého znění | Výroba pro televizi                      | Název společnosti         |
| ------- | ----------- | ------------------- | ---------------------------------------- | ------------------------- |
| 1       | 1998        | Jiří Ptáček         | HBO, TV Nova                             | LS Productions Dabing     |
| 2       | 1999        | Jiří Ptáček         | HBO, TV Nova                             | LS Productions Dabing     |
| 3       | 2000        | Jiří Ptáček         | HBO, TV Nova                             | LS Productions Dabing     |
| 4       | 2001        | Jiří Ptáček         | HBO, TV Nova                             | LS Productions Dabing     |
| 5       | 2002 – 2003 | Jiří Ptáček         | TV Nova (CET 21 spol. s.r.o.)            | Česká produkční 2000 a.s. |
| 6       | 2003 – 2004 | Jiří Ptáček         | TV Nova (CET 21 spol. s.r.o.)            | Česká produkční 2000 a.s. |
| 7 – 16  | 2012 – 2013 | Martin Kot          | Nova Group (TV Fanda)                    | Studio Barrandov          |
| 17 – 22 | 2016 – 2019 | Kateřina Březinová  | Prima Comedy Central (Paramount Network) | S Pro Alfa                |
| 23 – 25 | 2019 – 2022 | Vojtěch Hájek       | Paramount Network                        | S Pro Alfa                |

## Knihy
Na začátku roku 2007 vyšla v nakladatelství Blackwell kniha South Park a filosofie. Nejznámější tváře současné světové filosofie zde poukazují na fakt, že tento kontroverzní seriál není pouze směs fekálního humoru s rasovým podtextem, ale že se jeho prostřednictvím autorská dvojka Trey Parker a Matt Stone tvrdě otírají o problémy světové politiky, filosofie a etiky.

## Videohry
- 1998 South Park – hra pro Nintendo 64, PlayStation a Microsoft Windows
- 1999 South Park: Chef's Luv Shack – hra pro Nintendo 64, PlayStation, Microsoft Windows a Dreamcast
- 1999 South Park Rally – hra pro PlayStation, Microsoft Windows, Nintendo 64 a Dreamcast
- 2009 South Park Let's Go Tower Defense Play! – hra Xbox Live Arcade
- 2012 South Park: Tenorman's Revenge – hra Xbox Live Arcade
- 2014 South Park: The Stick of Truth – RPG hra pro PlayStation 3, Xbox 360, PlayStation 4, Xbox One, Nintendo Switch a Microsoft Windows
- 2017 South Park: The Fractured But Whole – RPG hra pro PlayStation 4, Xbox One, Nintendo Switch a Microsoft Windows
- 2017 South Park: Phone Destroyer – hra pro Android a iOS
- 2024 South Park: Snow Day – hra pro PlayStation 5, Xbox Series X/S, Microsoft Windows a Nintendo Switch